# Moluckdrillfågel
Moluckdrillfågel (Lalage aurea) är en fågel i familjen gråfåglar inom ordningen tättingar.

## Utbredning och systematik
Fågeln förekommer i norra Maluku Utara (öarna Morotai, Ternate, Halmahera, Bacan, Kasiruta, Obi). Den behandlas som monotypisk, det vill säga att den inte delas in i några underarter.

## Status och hot
Arten har ett stort utbredningsområde, men tros minska i antal, dock inte tillräckligt kraftigt för att den ska betraktas som hotad. Internationella naturvårdsunionen IUCN listar arten som livskraftig (LC).